# Oleg Judanow
Oleg Judanow (russisch Олег Юданов, zumeist in englischer Transkription Oleg Yudanov, * um 1960) ist ein russischer Jazzmusiker (Schlagzeug, Perkussion).
Judanow, dessen Bruder Nikolai ebenfalls Perkussionist ist, spielte ab den frühen 1980er-Jahren in der Jazz Group Arkhangelsk um Vladimir Rezitsky; mit Arkhangelsk entstand nach mehreren LPs für Melodija 1984 das Album Live in Leningrad, das bei Leo Records erschien. In den 1990er-Jahren arbeitete er weiterhin mit Rezitsky und Arkhangelsk, in den folgenden Jahren im Trio von Alex Nowitz und Vladimir Miller (Wittgenstein's Nephews), im Quartett von Igor Shirokov und Alexey Kruglov (April In Yaroslavl, 2007), des Weiteren in der  Igor Volodin Group und im Alexander Pischikov Quartett. Mit Alexey Kruglov und Alexei Lapin bildete er ein Trio, mit dem das Album Impulse (Leo, 2012) entstand. In den folgenden Jahren spielte er u. a. auch mit Slava Ganelin, Frank Gratkowski und Pavel Timofeev. Im Bereich des Jazz war er laut Tom Lord zwischen 1981 und 2019 an 29 Aufnahmesessions beteiligt.

## Diskographische Hinweise
- Alexey Kruglov / Alexey Lapin / Jaak Sooäär / Oleg Yudanov: Military Space (Leo Records, 2013)
- Vyacheslav Ganelin, Alexey Kruglov, Oleg Yudanov - 俄罗斯新音乐在中国 = Russian New Music in China - Live in Shenzhen (Leo Records, 2015)
- Frank Gratkowski / Alexey Kruglov / Simon Nabatov / Oleg Yudanov (Leo Records, 2015)
- VocColours, Alexey Kruglov, Roman Stolyar, Oleg Yudanov, Andrei Razin: Russian Affair (ArtBeat Music, 2016)
- Slava Ganelin, Alexey Kruglov, Oleg Yudanov: Us (Leo Records, 2016)
- Oleg Yudanov, Pavel Timofeev: Armrestling (ArtBeat Music, 2017)
- Alexey Kruglov / Carolyn Hume / Paul May / Oleg Yudanov: Last Train from Narvskaya (2021)
- Slava Ganelin, Alexej Kruglov, Oleg Yudanov: Access Point (2021)